# Pavel Gorgulov
Pavel Timofejevič Gorgulov, rusky Павел Тимофеевич Горгулов (29. června 1895 Labinskaja, Rusko – 14. září 1932 Paříž) byl ruský emigrant žijící v Československu, ve Francii a v Monaku, který 6. května 1932 spáchal atentát na francouzského prezidenta Paula Doumera.

## Život
Pavel Gorgulov pocházel z Kubáňské oblasti a své rodiče řadil mezi kozáky. Podle dokumentů nalezených na počátku 21. století byl odloženým dítětem svěřeným do výchovy. Po ukončení Jekatěrinogradské vojenské zdravotnické školy zahájil studia na lékařské fakultě Moskevské univerzity, po vypuknutí první světové války narukoval a má se za to, že ve válce utrpěné zranění hlavy ovlivnilo jeho duševní stav a přivodilo paranoiu.[zdroj?] O jeho účasti v občanské válce se uvádí, že bojoval jak na straně bílých, tak i Rudé armády.[zdroj?]
Emigroval do Prahy, kde zprvu pobýval nelegálně, poté studoval na Karlově univerzitě lékařství a v roce 1926 tam promoval. Jeho lékařská praxe byla zaměřena na provádění nelegálních potratů v Praze, později v několika moravských městech (mimo jiné v Hodoníně, rodišti T. G. Masaryka). Kvůli své činnosti byl v roce 1930 obviněn, ale díky uprchlickému Nansenovskému pasu se trestu vyhnul tak, že odjel legálně do Francie. Na konci roku 1931 byl pro nelegální lékařskou činnost vyhoštěn i odtamtud a povolení k pobytu získal v Monaku.  

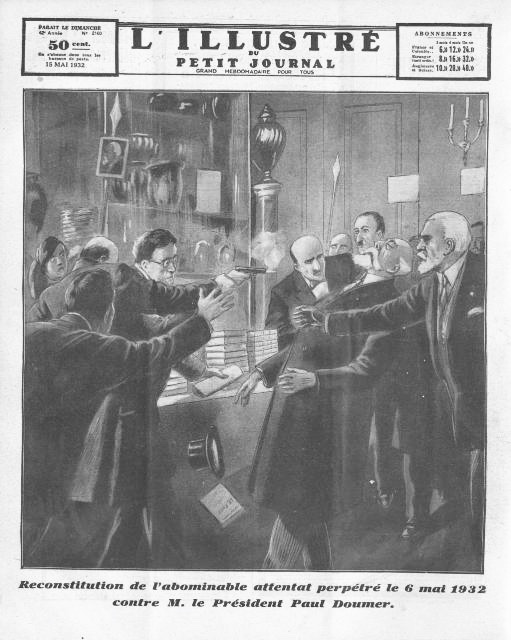
Pavel Gorgulov útočí na Paula Doumera.

Po odjezdu z Monaka uskutečnil v Paříži atentát na tehdejšího francouzského prezidenta. Když prezident Doumer otevíral dne 6 května 1932 veletrh knih, vystřelil na něj Gorgulov zezadu a trefil jej do hlavy. V 4:37 ráno následujícího dne Doumer zemřel v nemocnici. Navzdory lékařským posudkům o atentátníkově nepříčetnosti byl po několikaměsíčním pobytu ve vězení popraven gilotinou. Motiv jeho činu má několik verzí, mělo údajně jít o vyprovokování konfliktu se sovětským Ruskem nebo o potrestání pasivity evropských politiků za nečinnost při nástupu moci bolševiků. Stejný motiv měla i připravovaná vražda prezidenta Masaryka na nádraží v Hrušovanech u Brna 14. června 1930, k níž se Gorgulov podle své výpovědi nakonec neodhodlal kvůli prezidentovu úsměvu.

## Literární aktivity atentátníka
V Československu byl literárně činný, jeho díla však byla nakladatelstvími odmítána jako projevy grafomanie. Některá díla přesto vyšla tiskem, například v Olomouci vydal tři čísla svého časopisu Skyt, román Syn jeptišky (Kojetín 1929) a také dílo o Skytech (to vyšlo v několika jazycích, např. v Paříži v roce 1932 pod pseudonymem Paul Bred). Český astronom Otto Seydl se v časopise Říše hvězd  zmiňuje o Gorgulově dopisu Státní hvězdárně, kterou Gorgulov oslovil s žádostí o pomoc při sjednání smlouvy s H. Oberthem, jenž zvažoval možnosti vystřelení rakety na Měsíc. Gorgulov hvězdárně napsal, že již od dětství má touhu po dálce a planetách, dále pak – „naši planetu Zemi nenávidím již od dětství”. Ve svém dopise sliboval, že bude-li moci, bude posílat s Měsíce zprávy a zahyne-li, bude též šťastný.